# Zwischen Himmel und Hölle (2017)
Zwischen Himmel und Hölle ist ein historischer Fernsehfilm des ZDF unter der Regie von Uwe Janson, der anlässlich des Reformationsjubiläums produziert wurde. In der Hauptrolle spielt Maximilian Brückner als Martin Luther. Die TV-Premiere war am 30. Oktober 2017.

## Handlung
Der Film erzählt, wie die Freunde Martin Luther, Andreas Bodenstein und Thomas Müntzer die Reformation der Kirche in Gang setzen. Im Jahr 1517 veröffentlicht Luther gemeinsam mit Bodenstein seine 95 Thesen. Damit stellen sie sich insbesondere gegen den kirchlichen Ablasshandel. Zu ihnen stößt der Priester Thomas Müntzer. Gemeinsam wollen sie die Kirche verändern.
In der Leipziger Disputation muss Luther seine Standpunkte verteidigen und wird anschließend exkommuniziert. Als er seine Thesen selbst vor dem Kaiser nicht widerruft, wird er für vogelfrei erklärt. Der Kurfürst von Sachsen organisiert seine Entführung auf die Wartburg, wo Luther in Sicherheit ist. Dort übersetzt er während seines Exils das Neue Testament der Bibel auf Deutsch.
Nach seiner Rückkehr nach Wittenberg ringt Luther jedoch mit seinen Weggefährten, darunter Andreas Bodenstein, Lukas Cranach und den beiden entlaufenen Nonnen Käthe und Ottilie, um den rechten Weg. Mit Thomas Müntzer gerät Luther darüber in einen erbitterten Streit. Müntzer will eine gerechtere Welt auch gegen die Landesfürsten durchsetzen. Martin Luther lehnt jedoch jede Gewalt ab. Der Aufstand der Bauern gegen die Fürsten endet in der Schlacht von Frankenhausen. Tausende Bauern sterben und Thomas Müntzer wird auf Veranlassung von Albrecht von Brandenburg hingerichtet.
Am Ende geht Martin Luther zusammen mit Katharina in eine Kirche, während sein Choral Ein feste Burg ist unser Gott ertönt.

## Produktion
Der Film ist eine ZDF-Auftragsproduktion der UFA Fiction mit Förderung des tschechischen Staatsfonds der Kinematografie-Filmförderung. Als Produzenten fungieren Benjamin Benedict und Joachim Kosack. Gedreht wurde vom 26. September 2016 bis zum 9. Dezember 2016 in Tschechien.

## Historische Ungenauigkeiten
Der Film enthält mehrere historische Ungenauigkeiten:
- Thomas Müntzer lässt in einer Messe das Lied „Geh aus, mein Herz, und suche Freud“ anstimmen, dessen Text jedoch erst rund 130 Jahre später von Paul Gerhardt verfasst wurde, auch noch mit der Melodie von August Harder aus dem frühen 19. Jahrhundert.
- Ebenfalls gesungen wird „Wer jetzig Zeiten leben will“ (erster Nachweis des Liedes: 1876).
- Beim Zusammentreffen von Johannes Eck mit Albrecht von Brandenburg benimmt sich Eck wie ein Kardinal, dem Albrecht den Ring küsst, die Knie beugt und ihn Eminenz nennt. Eck war jedoch „nur“ Domherr in Eichstätt, während Albrecht von Brandenburg als Erzbischof von Magdeburg und Erzbischof und Kurfürst von Mainz der ranghöchste geistliche Würdenträger im Heiligen Römischen Reich war.
- Die Freundschaft zwischen den Ehefrauen Luthers und Müntzers aufgrund einer gemeinsamen klösterlichen Vergangenheit ist konstruiert.
- Trotz des großen Raumes, den Müntzer im Film einnimmt, wird auf seine Funktionen in Mühlhausen, wo er nicht nur Pfarrer war, sondern auch im Rat der Stadt eine wichtige Rolle spielte, nicht eingegangen.
- In Szenen, die Luther beim Übersetzen des Neuen Testaments auf der Wartburg zeigen, zitiert er fälschlicherweise Texte aus dem Alten Testament.
- Katharina von Bora weist Luther auf einen angeblichen Übersetzungsfehler hin und gibt dabei eine unhistorische, moderne Interpretation des Begriffes „Sünde“ wieder.
- Luther war nicht vorrangig aufgrund der Gewalt gegen die Bauernkriege, sondern weil er die weltliche Ordnung als von Gott gegeben ansah.
- In einer Messe verwenden Müntzer und Bodenstein Brot. Tatsächlich wurden damals Hostien verwendet. Diese wurde von den Gläubigen auch nicht berührt, da durch die Transsubstantiationslehre Ehrfurcht vor den Gaben der Eucharistie bestand. Bodenstein widersprach dieser Lehre und die Frage, ob Christus leibhaftig in Brot und Wein zugegen ist, wurde zum theologischen Hauptstreitpunkt zwischen ihm und Luther.
- Luther trug als Mönch eine Tonsur.
- In der Leipziger Disputation war neben Luther und Eck auch Bodenstein aktiver Gesprächsteilnehmer.

## Kritiken
Die Kritiken des Fernsehfilms waren eher negativ. Kritiker bemängelten besonders die fehlende historische Authentizität sowie zu platte und klischeehafte Charaktere:

„Regisseur Uwe Janson […] bietet Schauwerte, die Charaktere bleiben aber flach und fern.“

„Der holprige Streifen versteht es nicht, den Zuschauer auf eine erhellende Geschichtsreise mitzunehmen. Dafür sind die Figuren zu schablonenhaft und eindimensional.“